# Giovanni Carli

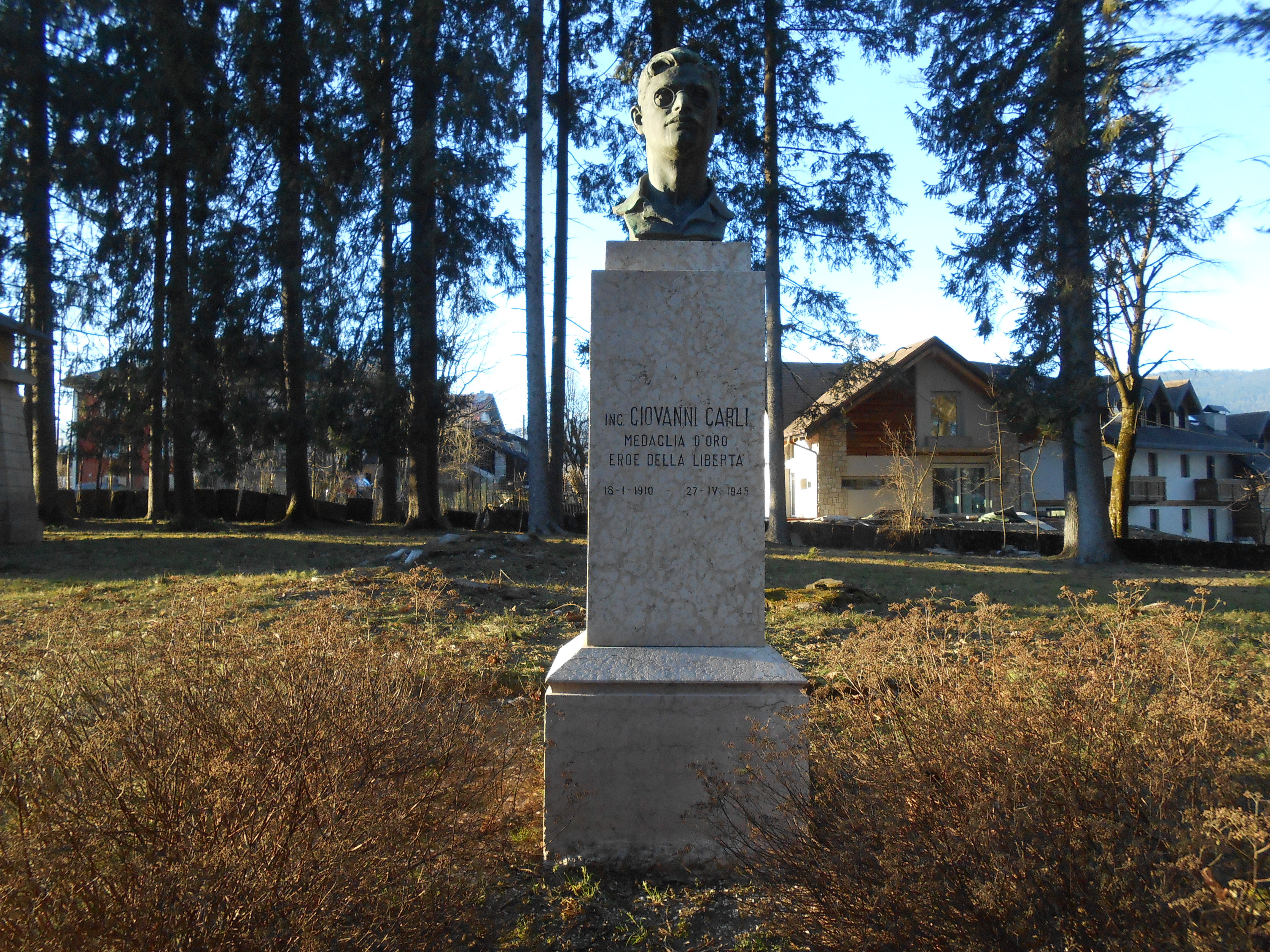
Monumento a Giovanni Carli nel parco della Rimembranza, Asiago. Opera in bronzo eseguita dal Prof. Scultore padovano Carlo Mandelli.

Giovanni Carli, nome di battaglia "Ottaviano" (Asiago, 18 gennaio 1910 – Sandrigo, 27 aprile 1945), è stato un partigiano italiano, medaglia d'oro al valor militare alla memoria.

## Biografia
Nato ad Asiago (Vicenza) nel 1910, laureato in ingegneria all'Università di Padova, insegnò nel locale istituto "Giovanbattista Belzoni". Militante di Azione Cattolica, dopo l'8 settembre entrò nella resistenza. Venne inquadrato nella Brigata Sette Comuni, della Divisione Alpina Monte Ortigara delle Brigate Fiamme Verdi, diventando presto commissario politico della divisione per il suo impegno e per le capacità dimostrate. In collegamento con lui nell'area di Canove operava un altro giovane, Francesco Urbani "Pat".
Al comando di una squadra di partigiani, anche se ferito attaccò una colonna in ritirata di tedeschi. Gli uomini di Carli riuscirono a fermare la colonna, ad impossessarsi di una grande quantità di armi e munizioni e a fare un gran numero di prigionieri. Il gruppo, vinta la battaglia, si diresse verso Vicenza ma venne attaccato il 27 aprile 1945 nei pressi di Sandrigo dalle truppe tedesche. In tale combattimento Giovanni Carli cadde vittima di una raffica. Nello stesso scontro fu anche catturato Giacomo Chilesotti, poi fucilato.